# Coëx
Coëx is een gemeente in het Franse departement Vendée (regio Pays de la Loire) en telt 2684 inwoners (2005). De plaats maakt deel uit van het arrondissement Les Sables-d'Olonne.

## Geografie
De oppervlakte van Coëx bedraagt 39,4 km², de bevolkingsdichtheid is 68,1 inwoners per km².
De onderstaande kaart toont de ligging van Coëx met de belangrijkste infrastructuur en aangrenzende gemeenten.

## Demografie
Onderstaande figuur toont het verloop van het inwonertal (bron: INSEE-tellingen).

1. ↑  Populations de référence 2022.